# Escudo de la Confederación Perú-Boliviana
El Escudo de la Confederación Perú-Boliviana se configuró por las armas de los tres estados conformantes, rodeados por ramas de laurel. De izquierda a derecha los escudos eran: el del Estado Boliviano, el del Estado Sud-Peruano y el del Estado Nor-Peruano. Encontrándose en la parte central de la bandera confederada.  

La bandera de la Confederación será de color punzó por ser común a las tres repúblicas. En su centro se verán las armas de la Confederación, que son las de las tres repúblicas entrelazadas por un laurel; el diseño lo dará el Protector
Ley Fundamental de la Confederación Perú-Boliviana, artículo 37

## Descripción

### Escudo del Estado Sud-Peruano
La Asamblea de Sicuani, que se estableció el 16 de marzo de 1836, habiéndose convocado a la misma a diputados de los departamentos de Arequipa, Ayacucho, Cuzco y Puno, quienes, con fecha 17 de marzo de 1836, declararon solemnemente la independencia del Estado Sud-Peruano. En esa misma asamblea se procedió a la creación de los símbolos patrios.

El Escudo del Estado Sud-Peruano estaba conformado por el Sol en su porción inferior, coronando inicialmente cuatro estrellas que representaban a cada uno de los departamentos del sur del Perú. Posteriormente con la creación del departamento de Litoral, se le agregó una quita estrella.

### Escudo del Estado Nor-Peruano
La Asamblea de Huaura en fecha 6 de agosto de 1836 dio la Constitución del Estado Nor-Peruano, la cual fue promulgada el día 11 de agosto por el presidente Orbegoso. En ellas se estipuló que el Estado Nor Peruano adoptaría el mismo pabellón y escudo de armas que había adoptado la República Peruana el 24 de febrero de 1825.

La descripción dada en la ley del 24 de febrero de 1825 fue:
Las armas de la Nación Peruana constarán de un escudo dividido en tres campos: uno azul celeste, a la izquierda, que llevará una vicuña mirando al interior; otro blanco, a la derecha, donde se colocará el árbol de la quina; y otro rojo inferior y más pequeño en que se verá una cornucopia derramando monedas, significándose con estos símbolos, las preciosidades del Perú en los tres reinos naturales. El escudo tendrá por timbre una corona cívica, vista de plano, e irá acompañada en cada lado de una bandera y un estandarte de los colores nacionales, señalado más adelante.

### Escudo del Estado Boliviano
El Estado Boliviano, conservó el escudo de armas dado el 26 de julio de 1826. Según este decreto, los elementos que componían el escudo eran los siguientes:

Artículo 1°.- El gran sello de la República, será de forma elíptica, con cuarenta y cinco líneas de longitud y cuarenta de latitud; se figurará en él un sol naciendo tras del cerro de Potosí, en campo de plata; á la derecha del Potosí una alpaca subiendo, y á la izquierda un haz de trigo, y una rama del árbol del pan; por debajo seis estrellas en campo azul; alrededor en la parte superior, tendrá la inscripción: República Boliviana.
Artículo 2°.- Este sello solo lo usará el gobierno en las leyes, cuando haya puesto el ejecútese; en los tratados públicos después de ratificados, y en los plenos poderes á los ministros y enviados cerca de los gobiernos estranjeros.
Artículo 7°.- Las armas de Bolivia son las designadas en el Gran Sello; siendo éstas las mismas determinadas por la Asamblea General en el decreto de 17 de agosto, bajo diversa forma.
Ley de 26 de julio de 1826.
Sin embargo se le realizaron algunas modificaciones:
1. La inscripción en la parte superior "Estado Boliviano"
2. La inclusión de nuevas estrellas, haciendo un total de siete estrellas, representando a cada uno de los departamentos de Bolivia.